# Will Sampson
Will Sampson, född 27 september 1933 i Okmulgee, Oklahoma, död 3 juni 1987 i Houston, Texas, var en amerikansk skådespelare. Han är mest känd för sin roll som Chief Bromden i Gökboet (1975).

## Filmografi (filmer som haft svensk premiär)[4]
- 1975 - Gökboet - Chief Bromden
- 1976 - Buffalo Bill och indianerna - William Halsey
- 1976 - Mannen utanför lagen - Ten Bears
- 1977 - Orca - djupets hämnare - Umilak
- 1977 - Den vita buffeln - Crazy Horse/Worm
- 1978 - Viddernas folk - Målade Björnen
- 1978 - Fish Hawk - indianen - Fish Hawk
- 1985 - Insignificance - hisskötaren
- 1986 - Firewalker - Tall Eagle
- 1986 - Poltergeist II - den andra sidan - Taylor